# Corgoň Liga 2009-2010
Corgoň Liga 2009-2010 a fost al cincilea sezon de la înființarea Corgoň Liga.

## Clasament
| Poz | Echipa            | MJ | V  | E  | Î  | GM | GP | G   | Pct | Promovare sau retrogradare                                       |
| --- | ----------------- | -- | -- | -- | -- | -- | -- | --- | --- | ---------------------------------------------------------------- |
| 1   | Žilina (C)        | 33 | 23 | 4  | 6  | 59 | 17 | +42 | 73  | Liga Campionilor 2010-11 Turul doi preliminar                    |
| 2   | Slovan Bratislava | 33 | 21 | 7  | 5  | 54 | 24 | +30 | 70  | UEFA Europa League 2010–11 Runda a III a de calificare 1         |
| 3   | Banská Bystrica   | 33 | 15 | 11 | 7  | 45 | 30 | +15 | 56  | UEFA Europa League 2010–11 Runda a II a de calificare            |
| 4   | Nitra             | 33 | 14 | 6  | 13 | 42 | 40 | +2  | 48  | Turul doi preliminar al UEFA Europa League 2010-2011             |
| 5   | Ružomberok        | 33 | 13 | 8  | 12 | 33 | 35 | −2  | 47  |                                                                  |
| 6   | FK Senica         | 33 | 12 | 7  | 14 | 34 | 44 | −10 | 43  |                                                                  |
| 7   | Spartak Trnava    | 33 | 12 | 5  | 16 | 52 | 46 | +6  | 41  |                                                                  |
| 8   | Tatran Prešov     | 33 | 11 | 5  | 17 | 32 | 38 | −6  | 38  |                                                                  |
| 9   | Dubnica           | 33 | 8  | 12 | 13 | 27 | 42 | −15 | 36  |                                                                  |
| 10  | Dunajská Streda   | 33 | 7  | 12 | 14 | 28 | 47 | −19 | 33  |                                                                  |
| 11  | Košice            | 33 | 8  | 9  | 16 | 32 | 57 | −25 | 33  |                                                                  |
| 12  | Petržalka (R)     | 33 | 7  | 8  | 18 | 33 | 51 | −18 | 29  | Retrogradare în Format:Fb competiție 2010-11 Slovak First League |

Sursa: kicker.de de
Reguli de clasare: 
1) puncte; 2) diferența de goluri; 3) goluri marcate.
1via Cupa Slovaciei 2009-2010.
POZ = Poziția în clasament; (C) = Campioană; (R) = Retrogradată; (P) = Promovată; (E) = Eliminată; (O) = Câștigătoare de play-off; (A) = Avansează în runda următoare. 
Aplicabil doar când sezonul nu este terminat: 
(Q) = Calificare în faza competiției indicată; (TQ) = Calificare în competiție, dar încă nu în faza indicată; (RQ) = Calificată în competiția de retrogradare indicată; (DQ) = Descalificată din competiție.